# Apamea popofensis
Apamea popofensis är en fjärilsart som beskrevs av Smith 1900. Apamea popofensis ingår i släktet Apamea och familjen nattflyn. Inga underarter finns listade i Catalogue of Life.